# Tricholaema
Tricholaema é um género de ave piciforme da família Lybiidae, que compreende seis espécies de barbaças.
Este género contém as seguintes espécies:
- Barbaças-hirsuto (Tricholaema hirsuta)
- Barbaças-de-fronte-vermelha (Tricholaema diademata)
- Barbaças-do-miombo (Tricholaema frontata)
- Barbaças-das-acácias (Tricholaema leucomelas)
- Barbaças-enlutado (Tricholaema lacrymosa)
- Barbaças-da-cabeça-preta (Tricholaema melanocephala)